# Hagen (Familienname)
Hagen ist ein deutscher Familienname althochdeutscher Herkunft und bedeutet etwa „Heger, Beschützer“, zu hag „umzäunter / eingehegter Platz“.
Neben den bürgerlichen Familien des Namens Hagen gibt es verschiedene Adelsfamilien dieses Namens, die nicht miteinander verwandt sind:
- die brandenburgischen von der Hagen
- die briefadeligen von Hagen
- die halberstädtischen Hagen genannt Geist
- die hessischen Reichsministerialen von Hagen-Münzenberg
- das neumärkisch-pommersche Uradelsgeschlecht von Hagen
- das saarländische Adelsgeschlecht Hagen zur Motten
- die thüringischen Freiherren und Grafen vom Hagen
- das westfälische Adelsgeschlecht von Hagen, ursprünglich zu Geseke
- die aus dem Eichsfeld stammenden uradeligen von dem Hagen
- das westfälisch-niedersächsische Adelsgeschlecht von dem Hagen, aus dem Stift Corvey

## Namensträger

### A
- Adolf Hagen (Komponist) (1851–1926), deutscher Dirigent und Komponist
- Adolf Hermann Wilhelm Hagen (1820–1894), deutscher Bankier und Politiker, MdR
- Pseudonym des österreichischen Journalisten, Buchhändlers, Herausgebers und Schriftstellers Adolf Harpf (1857–1927)
- Albert Hagen (1902–1962), Schweizer Musiker und Komponist
- Albrecht von Hagen (1904–1944), deutscher Jurist und Widerstandskämpfer
- Alexander Hagen (* 1955), Segelsportler
- Alexander Hagen (Maler) (1827–1869), baltischer Maler
- Alexandra Hagen (* 1968), deutsche Rechtsanwältin, siehe Alexandra Stolley
- Alfred Hagen (Alfred Weiß; 1879–1963), österreichischer Journalist und Schriftsteller
- Alwin von Hagen (1854–1920), deutscher Verwaltungsjurist
- Angelika Hagen, österreichische Ethnologin, Sozialwissenschafterin und Musikerin
- Anne Julia Hagen (* 1990), deutsches Model
- Antje Hagen (* 1938), deutsche Schauspielerin
- Anton Hagen (1868–1952), deutscher Politiker, MdL Sachsen
- Anton August von Hagen (1702–1758), königlich-polnischer und kurfürstlich-sächsischer Kammerherr
- Ask van der Hagen (* 1996), norwegischer Schauspieler und Kinderdarsteller
- August Hagen (Schriftsteller) (Ernst August Hagen; 1797–1880), deutscher Schriftsteller und Kunsthistoriker, Professor in Königsberg
- August Hagen (Richter) (1834–1910), deutscher Richter und Politiker
- August Hagen (Politiker) (1843–nach 1912), deutscher Schulleiter und Politiker (NLP), MdR
- August Hagen (Bildhauer) (1875–1944), deutscher Bildhauer und Maler der Düsseldorfer Schule
- August Hagen (Theologe) (1889–1963), deutscher Geistlicher, Theologe und Hochschullehrer
- August Matthias Hagen (1794–1878), deutschbaltischer Maler und Grafiker
- Axel Hagen (* 1963), deutscher Jazzmusiker

### B
- Barbara Hagen-Walther (* um 1975), österreichische Kunsthistorikerin (Musikinstrumente) und Museumskuratorin
- Bastian Hagen (* 1991), deutscher Schauspieler
- Beatrice Hagen (1899–1987), US-amerikanische Mathematikerin und Hochschullehrerin
- Benno von Hagen (1883–1961), deutscher Klassischer Philologe
- Bernd von Hagen gen. Geist (1590–1642), dänischer Obrist und Diplomat
- Bernhard von Hagen († 1556), Priester und Generalvikar in Köln
- Bernhard Hagen (Ethnologe) (1853–1919), deutscher Ethnologe, Anthropologe, Arzt und Forschungsreisender
- Bernhard Joachim Hagen (1720–1787), deutscher Komponist und Lautenist
- Betty-Jean Hagen (1930–2016), kanadische Geigerin und Musikpädagogin
- Birgit Hagen (* 1957), deutsche Hockeyspielerin
- Bjørn Hagen (* 1960), norwegischer Eisschnellläufer
- Blanca von Hagen (1842–1885), deutsche Porträt- und Genremalerin
- Britt Hagen (* 1944), deutsche Schlagersängerin
- Busso von Hagen (1665–1734), braunschweigisch-kaiserlicher General

### C
- Carl von Hagen (1780–1837), preußischer Offizier und Kommunalpolitiker
- Carl Hagen (Bankier) (1856–1938), deutscher Bankier
- Carl Albert Hagen (1839–1910), preußischer Landrat
- Carl Ernst von Hagen (1749–1810), preußischer Landrat
- Carl Fredrik Hagen (* 1991), norwegischer Radrennfahrer und Triathlet
- Carl Heinrich Hagen (auch Karl Heinrich Hagen; 1785–1856), Jurist, Nationalökonom und Hochschullehrer
- Carl I. Hagen (* 1944), norwegischer Politiker
- Carl R. Hagen (* 1937), US-amerikanischer Physiker
- Carla Hagen (1931–2020), deutsche Schauspielerin
- Cecilia Hagen (* 1946), schwedische Journalistin und Schriftstellerin
- Christoph vom Hagen (1592–1655), deutscher Bergbauunternehmer und Besitzer des Stadtschlosses in Eisleben
- Christoph Friedrich Wilhelm vom Hagen (1754–1813), preußischer Geheimer Oberfinanzrat
- Christoph von Hagen (Landrat) (1538–nach 1571), Landrat des Erzbistums Magdeburg
- Christoph von Hagen (Amtshauptmann) († 1611), mecklenburgischer Rat und Amtshauptmann von Gadebusch
- Christoph von Hagen (mecklenburgischer Rat) (1568–1635), deutscher Jurist und Hofrat
- Christoph von Hagen (Kammerrat) (1591–1674), Erster Kammerrat und Geheimer Ratspräsident in Gotha  ()
- Christoph Hagen (* 1968), österreichischer Politiker (FPÖ, BZÖ)
- Christopher S. Hagen (1926–1990), deutscher Schriftsteller, siehe Heinz-Josef Stammel
- Clemens Hagen (* 1966), österreichischer Cellist und Hochschullehrer
- Conrad Orth ab Hagen († 1589), deutscher Jurist und Hochschullehrer
- Cosma Shiva Hagen (* 1981), deutsche Schauspielerin
- Curt von Hagen (1859–1897), deutscher Kolonialverwalter

### D
- Dagmar von Hagen (1933–2004), deutsche Journalistin, Sachbuch-Autorin und Heimatforscherin, siehe Dagmar Albrecht
- Daniel Hagen, US-amerikanischer Schauspieler und Drehbuchautor
- David Hagen (* 1973), schottischer Fußballspieler

### E
- Earle Hagen (1919–2008), US-amerikanischer Komponist
- Eberhard von Hagen (1936–2023), deutscher Biologe
- Edmund von Hagen (1850–1907), deutscher Schriftsteller, Philosoph und Komponist, Kritiker von Richard Wagner
- Eduard von Hagen (1834–1909), deutscher Kunst- und Kirchenmaler
- Eduard Hagen (General) (1851–1932), deutscher Generalleutnant
- Edvald Boasson Hagen (* 1987), norwegischer Radrennfahrer
- Edward Hagen (1908–1963), US-amerikanischer Handballspieler
- Ellen Hagen (1873–1967), schwedische Frauenrechtlerin, Politikerin und Autorin
- Emmi Hagen (1918–1968), deutsche Medizinerin
- Erhard Hagen von Hagenfels (1786–1868), deutscher Politiker, Bürgermeister von Bayreuth
- Erich Hagen (1936–1978), deutscher Radsportler
- Erich Bessel-Hagen (1898–1946), deutscher Mathematiker und Hochschullehrer
- Erik Hagen (* 1975), norwegischer Fußballspieler
- Ernst von dem Hagen (1848–1928), österreichischer Feldmarschallleutnant
- Ernst Hagen (Autor) (1906–1984), österreichischer Schauspieler und Autor
- Ernst Hagen (Politiker) (* 1952), österreichischer Politiker (FPÖ)
- Ernst Bessel Hagen (1851–1923), deutscher Physiker
- Eva-Maria Hagen (1934–2022), deutsche Schauspielerin, Sängerin und Autorin

### F
- Ferdinand von Hagen (1800–1874), Oberforstmeister in Stralsund, guter Kultivator und Hochwild-Jäger
- Franz Hagen (1871–1953), deutscher Architekt
- Franz Schmidt-Hagen (1875–1945), deutscher Komponist
- Friedel von Hagen (1954–2015), deutscher DJ
- Friedrich von Hagen (Forstmann) (Friedrich Wilhelm von Hagen; 1801–1880), deutscher Forstmann
- Friedrich von dem Hagen (1846–1926), preußischer Generalleutnant
- Friedrich Hagen (Regisseur) (1847/1848–1906), Schweizer Theaterregisseur
- Friedrich Hagen (1903–1979), deutscher Dichter
- Friedrich II. von Hagen (Friedrich II. von Hagen zur Motten; * um 1455; † 1531), Hofmeister im Fürstentum Nassau-Saarbrücken sowie Amtmann in Kurtrier
- Friedrich Heinrich von der Hagen (1780–1856), deutscher Germanist
- Friedrich Wilhelm Hagen (Pädagoge) (1767–1837), deutscher Reformpädagoge und Pfarrer
- Friedrich Wilhelm Hagen junior (1814–1889), deutscher Arzt und Psychiater
- Fritz Hagen (Regisseur) (1903–1979), deutscher Theaterregisseur
- Fritz Hagen (Journalist) (1917–2016), deutscher Journalist und plattdeutscher Mundartdichter
- Fritz Karl Bessel-Hagen (1856–1945), deutscher Chirurg
- Frode Hagen (* 1974), norwegischer Handballspieler

### G
- Georg Hagen (Politiker) (1887–1958), deutscher Politiker (SPD), MdL Bayern
- Georg Hagen (Jurist) (1889–1962), deutscher Jurist, nationalsozialistischer Politiker
- Georg Hagen (Fußballspieler) (* 1919), deutscher Fußballspieler
- Gottfried Hagen (1230–1299), deutscher Stadtschreiber
- Gottfried Hagen, Gründer der Kölner Accumulatoren-Werke Gottfried Hagen & Cie., 1827–1984 in Köln-Kalk
- Gotthilf Hagen (1797–1884), deutscher Wasserbauingenieur
- Gottlieb von Hagen (1595–1658), deutscher Verwaltungsjurist und Diplomat
- Gunzelin von Hagen (zwischen 1125 und 1130–1185), Graf von Schwerin, siehe Gunzelin I. (Schwerin)

### H
- Hans von Hagen (1775–1851), preußischer Generalmajor
- Hans Hagen (Fußballspieler, 1894) (1894–1957), deutscher Fußballspieler und -trainer
- Hans Hagen (Musiker) (1902–2002), deutscher Violoncellist und Komponist
- Hans Hagen (Filmkomponist) (1915–1979), österreichischer Musiker und Komponist
- Hans Hagen (Fußballspieler II), deutscher Fußballspieler
- Hans Hagen (Fussballspieler, 1927) (1927–1993), Schweizer Fußballspieler
- Hans Hagen (Informatiker) (* 1953), deutscher Informatiker und Hochschullehrer
- Hans Hagen (Schriftsteller) (* 1955), niederländischer Schriftsteller
- Hans Oliva-Hagen (1922–1992), deutscher Journalist, Schriftsteller und Drehbuchautor
- Hans Joachim von Hagen (1646–1701), preußischer Generalmajor
- Hans Wilhelm von Hagen (1830–1892), preußischer Landrat
- Hans Wilhelm Hagen (1907–1969), deutscher Journalist und Funktionär (NSDAP)
- Harald Hagen (1902–1972), norwegischer Segler
- Harlan Hagen (1914–1990), US-amerikanischer Politiker
- Harold Hagen (1901–1957), US-amerikanischer Politiker
- Hartmann von Hagen (1835–1899), preußischer Generalleutnant und Gouverneur von Thorn
- Heike Hagen (* 1970), deutsche Hörspiel- und Synchronsprecherin, Sängerin und Musikproduzentin
- Heinrich von Hagen (Domherr), Domherr in Münster
- Heinrich IV. von Hagen (1480–1547), Amtmann in Kurtrier
- Heinrich vom Hagen (1619–1664), deutscher Bergbauunternehmer
- Heinrich Hagen (Apotheker) (1709–1772), deutscher Apotheker und Publizist
- Heinrich Hagen (Ingenieur) (1819–1914), deutscher Ingenieur und Baurat, Grabmal auf dem Stadtfriedhof Engesohde
- Heinrich von Hagen (General) (1831–1905), preußischer Generalleutnant
- Heinrich Hagen (Politiker) (1839–1914), deutscher Landgerichtspräsident und Abgeordneter
- Heinrich Hagen (Landrat) (1857–1929), deutscher Landrat, Mitglied des Kurhessischen Kommunallandtags
- Heinrich Hagen (Leichtathlet) (* 1935), deutscher Leichtathlet
- Heinrich Erdmann Fürchtegott Hagen, Abgeordneter zum Landtag Reuß jüngerer Linie
- Heinrich-Otto von Hagen (* 1933), deutscher Zoologe und Hochschullehrer
- Heinrich von dem Hagen (1873–1945), Generalleutnant z. D.
- Heinrich Richard von Hagen (1655–1729), deutscher Jurist und Abgeordneter zu den Reichstagen in Regensburg
- Henning Hagen (um 1435–1504), deutscher Benediktinermönch und Historiker
- Herbert Hagen (1913–1999), deutscher SS-Sturmbannführer
- Hermann von Hagen (auch Harm von Hagen; † 1570), deutscher lutherischer Theologe
- Hermann Hagen (Philologe) (1844–1898), deutsch-schweizerischer Klassischer Philologe
- Hermann Hagen (Geograph) (1889–1976), deutscher Geograph
- Hermann Hagen (Politiker, 1898) (1898–1980), deutscher Kommunalpolitiker
- Hermann Hagen (Politiker, 1906) (1906–1992), österreichischer Politiker (ÖVP)
- Hermann August Hagen (1817–1893), deutscher Entomologe
- Hertha von Hagen (1876–1962), österreichische Theater- und Filmschauspielerin
- Hildegard Hagen, Pseudonym von Hermann Schilling
- Hilmar vom Hagen (1835–1900), deutscher Gutsbesitzer und Politiker, MdHH
- Holger Hagen (1915–1996), deutscher Schauspieler und Synchronsprecher
- Horst Hagen (Mediziner) (1926–2011), deutscher Internist, Publizist über die afrikanische Tierwelt
- Horst Hagen (1934–2019), deutscher Jurist und Richter
- Horst Hagen (Volleyballspieler) (* 1950), deutscher Volleyballspieler
- Hugo Hagen (Bildhauer) (1818–1871), deutscher Bildhauer
- Hugo von Hagen (1835–1911), preußischer Generalmajor
- Hugo vom Hagen (1856–1913), deutscher Offizier

### I
- Ida Marie Hagen (* 2000), norwegische nordische Kombiniererin
- Ingo von Hagen (1940–2017), deutscher Metallurg

### J
- Jakob Hagen (1883–nach 1954), Schweizer Hochschullehrer für Hydrologie
- James A. Hagen (* 1933), amerikanischer Regierungsbediensteter und Eisenbahnmanager
- Javier Hagen (* 1971), Schweizer Sänger (Tenor) und Komponist
- Jean Hagen (1923–1977), US-amerikanische Schauspielerin
- Jens Hagen (1944–2004), deutscher Fotograf, Journalist und Autor
- Jens von Hagen (1888–1964), deutscher Opernsänger und Schauspieler
- Joachim Otto von der Hagen (1860–1942), Kustos des Kulturhistorischen Museums Prenzlau
- Joanna Hagen (* 1971), deutsche Kommunalpolitikerin
- Johan van der Hagen, holländischer Kaufmann
- Johann Hagen (Abt), Geistlicher, Abt von Mondsee (bis 1536)
- Johann von Hagen (Jurist) (1724–1782), deutscher Jurist
- Johann Adam von Hagen (1595–1655), kurtrierischer Amtmann
- Johann Bernhard von Hagen (1583–1635), kurtrierischer Amtmann
- Johann Georg Hagen (1847–1930), österreichischer Jesuit und Astronom
- Johann Hugo I. von Hagen (1678–1735), deutscher römisch-katholischer Geistlicher und Dompropst
- Johann Hugo II. von Hagen (1707–1791), österreichischer Staatsmann und Diplomat
- Johann Josef Hagen  (* 1943), österreichischer Rechtswissenschaftler
- Johann Nikolaus von Hagen zur Motten (1559–1622), deutscher Hofmeister in Nassau-Saarbrücken und Amtmann in Kurtrier
- Johann Nikolaus II. von Hagen zur Motten (* um 1600; † 1633), Komtur im Deutschen Orden und kaiserlicher Oberst
- Johann Philipp Hagen (1734–1792), deutscher Chirurg, Geburtshelfer und Hochschullehrer
- Johann Wilhelm von Hagen (1673–1750), kurtrierischer Hofmeister und Kaiserlicher Reichshofrat
- Johannes von Hagen († 1469), deutscher Ordensgeistlicher, Abt von Bursfelde, siehe Johannes de Indagine (Benediktiner)
- Johannes von Hagen (1467–1537), deutscher Astrologe und Theologe, siehe Johannes Indagine
- Johannes Hagen (Kaufmann) (1870–1943), deutscher Kaufmann und Theaterdirektor
- Johannes Bremer von Hagen (1415–1475), deutscher Ordensgeistlicher und Theologe, siehe Johannes de Indagine (Kartäuser)
- Josefin Hagen (* 1982), deutsche Schauspielerin, Sängerin und Synchronsprecherin
- Julia Hagen (* 1995), österreichische Cellistin
- Julie Wilhelmine Hagen-Schwarz (1824–1902), baltendeutsche Malerin
- Jürgen von Hagen (* 1955), deutscher Ökonom
- Justus Dietrich von Hagen (1811–1866), königlich preußischer Landforstmeister

### K
- Karen Grønn-Hagen (1903–1982), norwegische Politikerin
- Karl Hagen (Historiker) (1810–1868), deutscher Historiker und Politiker
- Karl Hagen (Komponist) (1867–1941), deutscher Komponist und Obermusikmeister
- Karl Emmerich I. von Hagen (1690–1733), deutscher römisch-katholischer Geistlicher, Domherr in Eichstätt und Regensburg, kursächsischer Kammerherr
- Karl Emmerich II. von Hagen (1711–1779), Amtmann in Kurtrier, Domherr in Trier und Archidiakon
- Karl Ferdinand von Hagen (genannt Geist; 1711–1759), königlich preußischer Generalmajor
- Karl Gottfried Hagen (1749–1829), deutscher Universalgelehrter
- Karl-Heinz Hagen (1919–1994), deutscher Journalist
- Karl Hubert Hagen (1936–2023), deutscher Landwirt und Politiker (CDU)
- Kaspar Hagen (1820–1885), österreichischer Mundartdichter
- Kathrin ten Hagen (* 1982), deutsche Violinistin
- Kevin Hagen (1928–2005), US-amerikanischer Schauspieler
- Kirsten von Hagen (* 1970), deutsche Romanistin
- Klaus Hagen, deutscher Hockeyspieler
- Kurt von dem Hagen (1866–1946), preußischer Generalmajor
- Kurt Hagen (1884–1945), deutscher Schauspieler

### L
- Lorenz Hagen (1885–1965), deutscher Gewerkschafter und Politiker (SPD)
- Louis Hagen (Ludwig Levy; 1855–1932), deutscher Bankier
- Louis Hagen (Autor) (Louis Edmund Hagen; 1916–2000), deutscher Autor und Filmproduzent
- Louis Hagen (Journalist) (* 1947), deutscher Journalist
- Ludwig vom Hagen (Regierungspräsident) (1770–1842), preußischer Beamter und Regierungspräsident
- Ludwig Hagen (Wasserbauingenieur) (1829–1892), deutscher Wasserbauingenieur und Hochschullehrer
- Ludwig Philipp vom Hagen (1724–1771), preußischer Politiker
- Lukas Hagen (* 1962), österreichischer Violinist und Hochschullehrer
- Lutz M. Hagen (* 1962), deutscher Kommunikationswissenschaftler

### M
- Manfred Hagen (* 1934), deutscher Historiker
- Marlis Gräfin vom Hagen (1911–2007), deutsche Politikerin
- Mary Hagen (1876–1944), deutsche Opernsängerin (Sopran) und Schauspielerin
- Martin Hagen (Biathlet) (* 1954), US-amerikanischer Biathlet
- Martin Hagen (Politiker, 1970) (* 1970), deutscher Politiker (Bündnis 90/Die Grünen)
- Martin Hagen (Politiker, 1981) (* 1981), deutscher Politiker (FDP)
- Martine Ek Hagen (* 1991), norwegische Skilangläuferin
- Matthäus Hagen († 1458), deutscher Prediger
- Max Hagen (1859–1914), deutscher Maler, Zeichner und Karikaturist
- Maximilian von Hagen (1886–1960), deutscher Historiker
- Mille Marie Hagen (* 2002), norwegische Nordische Kombiniererin

### N
- Nicholas Hagen (* 1996), guatemaltekischer Fußballspieler
- Niels Peter Høeg-Hagen (1877–1907), dänischer Offizier, Kartograf und Polarforscher
- Nikolaus I. von Hagen, Schultheiß von Trier und lothringischer Amtmann
- Nina Hagen (* 1955), deutsche Musikerin, Songschreiberin und Schauspielerin
- Norbert Hagen (1920–2013), deutscher Unternehmer

### O
- Oddbjørn Hagen (1908–1983), norwegischer Skilangläufer und Nordischer Kombinierer
- Olav Hagen (1921–2013), norwegischer Skilangläufer
- Orville W. Hagen (1915–2007), US-amerikanischer Politiker
- Oscar Hagen (Politiker) (1895–1996), deutscher Politiker und Unternehmer
- Oscar W. Hagen (1884–1945), US-amerikanischer Politiker
- Oskar von dem Hagen (General, 1848) (1848–1916), deutscher Generalmajor
- Oskar von dem Hagen (General, 1883) (1883–1940), deutscher Generalmajor
- Oskar Hagen (Kunsthistoriker) (1888–1957), deutscher Kunsthistoriker
- Oskar von dem Hagen (Wirtschaftswissenschaftler) (* 1950), deutscher Wirtschaftswissenschaftler
- Otto vom Hagen (1562–1626), deutscher Bergbauunternehmer
- Otto von Hagen (1817–1880), deutscher Forstbeamter
- Otto von dem Hagen (1846–1927), deutscher Geistlicher und Maler
- Otto Hagen (Jurist) (Otto Franz Hermann Hagen; 1865–1941), deutscher Jurist

### P
- Pål Sverre Valheim Hagen (* 1980), norwegischer Schauspieler
- Paul Hagen (Bibliothekar) (1864–1938), deutscher Philologe und Bibliothekar
- Paul Hagen, ein Pseudonym von Karl Borromäus Frank (1893–1969), österreichisch-deutsch-amerikanischer Publizist, Politiker und Psychoanalytiker
- Paul Hagen (Schauspieler) (1920–2003), dänischer Schauspieler
- Paul Joseph Hagen (1800–1868), Kölner Unternehmer
- Peter von Hagen (1569–1620), deutscher Kirchenliedtexter, Pädagoge und Poet
- Peter Hagen, Pseudonym von Willi Krause (Schriftsteller) (1907–1945?), deutscher Journalist, Drehbuchautor und Regisseur
- Peter Hagen (Regisseur) (* 1929), deutscher Fernsehregisseur
- Peter Hagen-Wiest (geb. Peter Hagen; * 1977), österreichischer Koch
- Petrus Hagen (1554–1614), deutscher Jurist
- Philipp Daniel von Hagen († 1634), nassauischer Amtmann
- Philipp Siegmund von Hagen (1648–1717), preußischer Generalleutnant und Gouverneur von Geldern

### R
- Rainer Hagen (* 1928), deutscher Autor, kulturwissenschaftliche Veröffentlichungen
- Reinold Hagen (1913–1990), deutscher Unternehmer
- Richard Hagen (1843–1905), deutscher Schauspieler
- Richard Hagen (* 1937), US-amerikanischer Physiker, siehe Carl R. Hagen
- Richard Hagen, Pseudonym von Ivo Pala (* 1966), deutscher Schriftsteller
- Robert Hagen (1815–1858), deutscher Chemiker, Mineraloge und Gymnasiallehrer
- Robert von Hagen (1846–1893), deutscher Schriftsteller
- Rolf Hagen (1922–2009), deutscher Historiker
- Rose-Marie Hagen (1928–2022), Schweizer Kunsthistorikerin
- Ross Hagen (1938–2011), US-amerikanischer Schauspieler
- Rüdiger vom Hagen (1868–1947), deutscher Großgrundbesitzer und Hofbeamter
- Rudolf Hagen (Ingenieur) (1872–nach 1902), deutscher Ingenieur, Gründer der Motorlastwagenfabrik Rudolf Hagen & Cie. GmbH
- Rudolf Hagen (Industrieller) (1889–1961), Schweizer Textilindustrieller
- Rudolf von dem Hagen (1849–1934), deutscher Richter und Politiker (Deutsche Zentrumspartei), Mitglied im Preußischen Abgeordnetenhaus
- Rudolf Hagen (Mediziner) (* 1957), deutscher HNO-Arzt und Hochschullehrer

### S
- Sabine Hagen (1925–2009), deutsche Kinderbuchautorin, siehe Helge Darnstädt
- Sarah Hagen (* 1989), US-amerikanische Fußballspielerin
- Sascha Hagen (* 1977), deutscher Fußballspieler
- Sheri Hagen (* 1968), deutsche Schauspielerin, Autorin, Filmregisseurin und -produzentin
- Sinah Hagen (* 1996), deutsche Handballspielerin
- Stein Erik Hagen (* 1956), norwegischer Unternehmer
- Stephanie Müller-Hagen (* 1982), deutsche Theater- und Filmschauspielerin
- Sylvia Hagen (* 1947), deutsche Bildhauerin und Zeichnerin

### T
- Teus Hagen (* 1945), niederländischer Internet-Pionier
- Theodor Hagen (Komponist) (1823–1871), deutscher Komponist und Rechtsanwalt
- Theodor Hagen (Maler) (1842–1919), deutscher Maler
- Theodor Hagen (Schauspieler) (1849–1909), österreichischer Schauspieler und Sänger
- Tido von Hagen (1785–1858), preußischer General der Infanterie
- Till Hagen (* 1949), deutscher Synchronsprecher und Schauspieler
- Thomas Hagen (Bobfahrer) (* 1950), Schweizer Bobfahrer
- Thomas Hagen (Botaniker), deutscher Botaniker, Publizist und Lektor
- Thomas Philipp von der Hagen (1729–1797), deutscher Historiker und Genealoge
- Thoralf Hagen (1887–1979), norwegischer Ruderer
- Tom Harald Hagen (* 1978), norwegischer Fußballschiedsrichter
- Toni Hagen (1917–2003), Schweizer Geologe
- Torstein Hagen (* 1943), norwegischer Unternehmer

### U
- Uta Hagen (1919–2004), deutsch-US-amerikanische Schauspielerin

### V
- Veronika Hagen (* 1963), österreichische Musikerin
- Victor Wolfgang von Hagen (1908–1985), US-amerikanischer Historiker und Anthropologe
- Volker von Hagen (* 1923), deutscher Fernsehjournalist

### W
- Waldemar von der Hagen (1839–1889), deutscher Verwaltungsbeamter und Rittergutsbesitzer
- Walter Hagen (1892–1969), US-amerikanischer Golfer
- Walter Hagen (Pilot) (1897–1963),  deutscher Pilot
- Walter Hagen (Maler, 1910) (1910–1968), Schweizer Maler
- Walter Hagen, Pseudonym von Wilhelm Höttl (1915–1999), österreichischer SS-Offizier
- Walter Hagen (Maler, 1928) (1928–1980), deutscher Maler, Grafiker und Restaurator
- Walter Hagen-Groll (1927–2018), deutscher Chorleiter und Dirigent
- Werner Hagen (* 1923), deutscher Fußballspieler
- Werner Hagen (Ornithologe) (1884–1960), deutscher Pädagoge und Ornithologe
- Wilhelm Hagen (Sänger) (1818–1895), deutscher Sänger (Tenor)
- Wilhelm Hagen (Dramatiker) (1883–??), deutscher Schriftsteller und Dramatiker
- Wilhelm Hagen (Mediziner) (1893–1982), deutscher Mediziner
- Wilhelm Hagen (Biologe), deutscher Biologe und Hochschullehrer
- Wilhelm Adolf vom Hagen (1721–1787), Domherr von Naumburg
- Wilhelmine Hagen (1910–1996), deutsche Numismatikerin
- Wolfgang von Hagen (1819–1898), preußischer Generalmajor
- Wolfgang Hagen (1950–2022), deutscher Medienwissenschaftler

### Z
- Zoe Hagen (* 1994), deutsche Autorin und Poetry-Slammerin